# Piotr Matusak

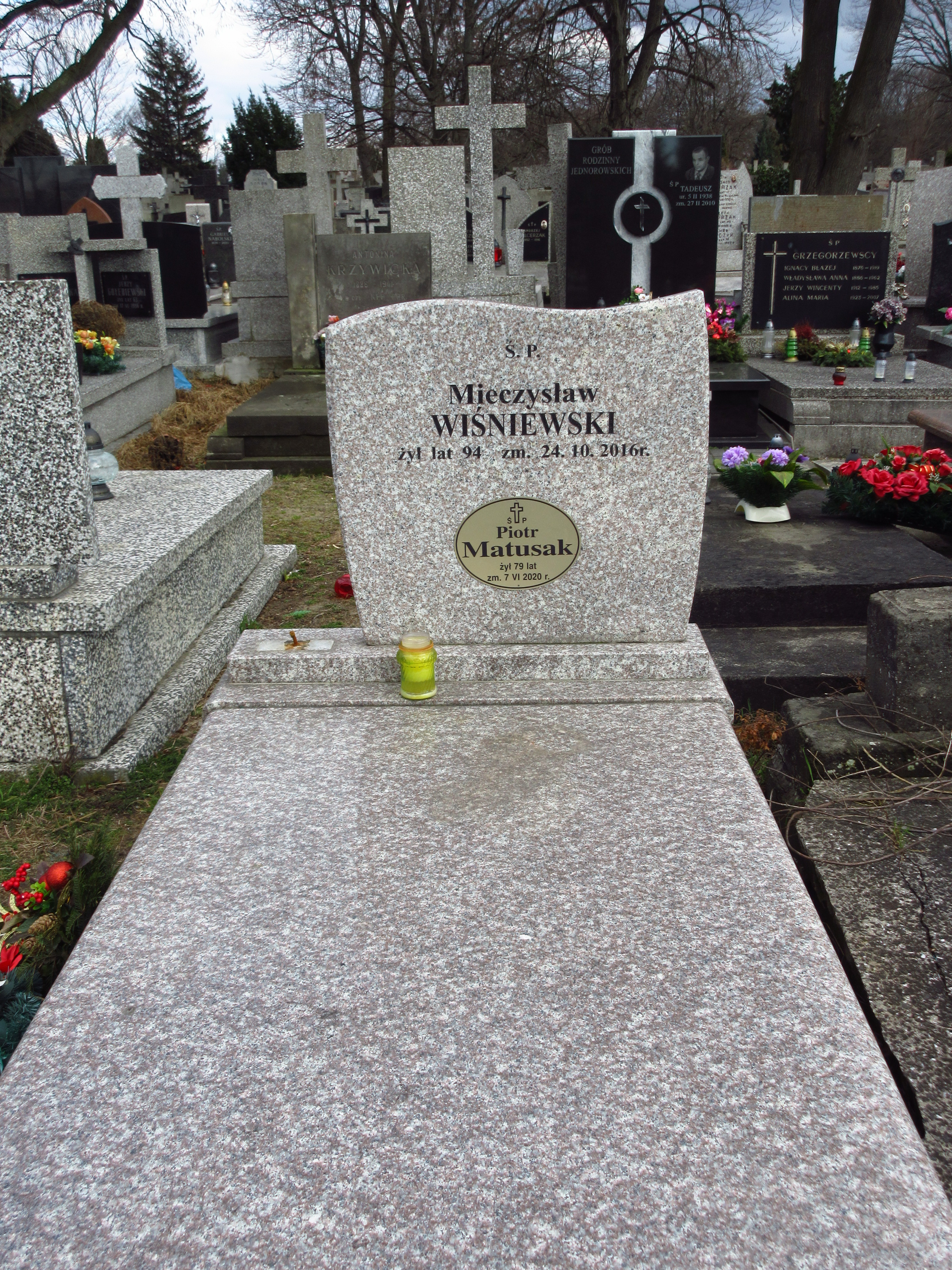
Grób profesora Piotra Matusaka na Cmentarzu Bródnowskim.

Piotr Matusak (ur. 7 listopada 1941 w Sulisławicach, zm. 7 czerwca 2020) – polski historyk, profesor nauk humanistycznych.

## Życiorys
Urodził się w rodzinie Tymoteusza i Marianny Podsiadły. Miał brata Jana (24 kwietnia 1948) i siostrę Halinę (7 września 1945). Ukończył Szkołę Podstawową w Sulisławicach i Liceum Pedagogiczne w Sandomierzu. Absolwent Wyższej Szkoły Pedagogicznej w Krakowie. Obronił pracę magisterską pt. „Działalność parlamentarna ludowców w Sejmie w latach 1930–1935” 29 czerwca 1966 roku. 
Po zakończeniu edukacji podjął pracę w Wydziale II Wojny Światowej Centralnego Archiwum Wojskowego w Warszawie. W 1968 roku zatrudnił się w Redakcji Historii Wielkiej Encyklopedii Powszechnej w Państwowym Wydawnictwie Naukowym w Warszawie. Został powołany do zespołu badawczego Głównej Komisji Badania Zbrodni Hitlerowskich w Polsce. W 1970 roku przeniósł się do Pracowni Ruchu Oporu Zakładu II Wojny Światowej. 19 stycznia 1973 obronił pracę doktorską  na Wydziale Filozoficzno-Historycznym Uniwersytetu Jagiellońskiego. 15 grudnia 1983 roku Rada Wydziału Filozoficzno-Historycznego Uniwersytetu Jagiellońskiego nadała mu stopień naukowy doktora habilitowanego na podstawie rozprawy „Ruch oporu w  przemyśle wojennym okupanta na ziemiach polskich 1939–1945”. Praca ta została wyróżniona nagrodą Ministra Szkolnictwa Wyższego, Nauki i Techniki, a w 1985 roku II nagrodą Ministra Obrony Narodowej.
Specjalizował się w historii najnowszej politycznej i wojskowej. Pełnił funkcje prezesa Siedleckiego Towarzystwa Naukowego oraz kierownika Zakładu Najnowszej Historii Politycznej i Ruchów Społecznych Uniwersytetu Przyrodniczo-Humanistycznego w Siedlcach. Wcześniej był dziekanem Wydziału Humanistycznego Akademii Podlaskiej, a także Wydziału Historycznego Mazowieckiej Wyższej Szkoły Humanistyczno-Pedagogicznej w Łowiczu. Był członkiem Komitetu Nauk Historycznych Polskiej Akademii Nauk.
Zmarł w czerwcu 2020. Pochowany został na Cmentarzu Bródnowskim (kwatera 66G-6-10).

## Ważniejsze publikacje
- Ruch oporu na ziemi opatowsko-sandomierskiej w latach 1939–1945 (1976)
- Ruch oporu w przemyśle wojennym okupanta hitlerowskiego na ziemiach polskich w latach 1939–1945 (1983)
- Kalendarium działalności bojowej Batalionów Chłopskich 1940–1945 (wraz z Januszem Gmitrukiem i Janem Nowakiem, 1983)
- Bataliony Chłopskie (wraz z Januszem Gmitrukiem i Witoldem Wojdyło, 1987)
- Wesołówka 1944 (1993)
- 8 Dywizja Piechoty w dziejach oręża polskiego (wraz z Edwardem Kospath-Pawłowskim i Dariuszem Radziwiłłowiczem, 1995)
- Pocztowcy i łącznościowcy w walce z okupantem hitlerowskim: 1939–1945 (wraz ze Stefanem Lewandowskim, 1996)
- Edukacja i kultura Polski Podziemnej 1939–1945 (1997)
- Wywiad Związku Walki Zbrojnej – Armii Krajowej 1939–1945 (2002)
- Druga wojna światowa: 1939–1945. T. 1 (2003)
- Druga wojna światowa: 1939–1945. T. 2 (2003)
- II wojna światowa (wraz z Edwardem Kospath-Pawłowskim i Tadeuszem Rawskim, 2005)
- Europa walcząca 1939–1945 (2005)
- Generał Ludwik Bittner 1892–1960 : żołnierz i polityk (2008)

## Ordery i odznaczenia[2]
- Krzyż Kawalerski Orderu Odrodzenia Polski
- Złoty Krzyż Zasługi
- Medal Komisji Edukacji Narodowej
- Medal „Za zasługi dla obronności kraju”
- Medal „Za zasługi dla Kielecczyzny”
- Złota Odznaka „Za zasługi dla archiwistyki”
- Złota Honorowa Odznaka Związku Młodzieży Wiejskiej
- Medal „Za zasługi dla Siedleckiej Uczelni”
- Medal „Za Zasługi dla Siedleckiej Humanistyki” – Medal im. Księżnej Aleksandry Ogińskiej.